# زوي بويل
زوي بويل (بالإنجليزية: Zoe Boyle)‏ هي ممثلة بريطانية، ولدت في 1989 في إنجلترا في المملكة المتحدة.

## وصلات خارجية
- زوي بويل على موقع IMDb (الإنجليزية)
- زوي بويل على موقع قاعدة بيانات الفيلم (الإنجليزية)
- زوي بويل على موقع كينوبويسك (الروسية)